# Argenna obesa
Argenna obesa là một loài nhện trong họ Dictynidae.
Loài này thuộc chi Argenna. Argenna obesa được James Henry Emerton miêu tả năm 1911.